# Philippi (West Virginia)
Philippi is een plaats (city) in de Amerikaanse staat West Virginia, en valt bestuurlijk gezien onder Barbour County.

## Demografie
Bij de volkstelling in 2000 werd het aantal inwoners vastgesteld op 2870.
In 2006 is het aantal inwoners door het United States Census Bureau geschat op 2826, een daling van 44 (-1.5%).

## Geografie
Volgens het United States Census Bureau beslaat de plaats een oppervlakte van
7,6 km², waarvan 7,4 km² land en 0,2 km² water. Philippi ligt op ongeveer 431 m boven zeeniveau.

## Plaatsen in de nabije omgeving
De onderstaande figuur toont nabijgelegen plaatsen in een straal van 24 km rond Philippi.